# Hymenosomatinae
Hymenosomatinae is een onderfamilie van kreeftachtigen uit de klasse van de Malacostraca (hogere kreeftachtigen).

## Geslachten
- Elamena H. Milne Edwards, 1837
- Halicarcinides J. S. Lucas, 1980
- Halicarcinus White, 1846
- Hymenosoma Desmarest, 1823
- Neorhynchoplax Sakai, 1938
- Samarplax Husana, S. H. Tan & Kase, 2011
- Teramnonotus Tavares & Santana, 2015